# سیارک ۲۱۹۵
سیارک ۲۱۹۵ (به انگلیسی: 2195 Tengstrom، نامگذاری:1941SP1) دو هزار و صد و نود و پنجمین سیارک کشف شده‌است که در ۲۷ سپتامبر ۱۹۴۱ کشف شد.
قدر مطلق سیارک برابر ۱۲٫۶۰ است.